# 濵野峻行
濵野 峻行（はまの たかゆき、1985年 - ）は、東京都出身のメディアアーティスト、プログラマー。

## プロフィール
国立音楽大学で学んだあと、オランダ王立音楽院ソノロジー研究所にて修士課程修了。東京芸術大学大学院美術研究科後期博士課程修了。音楽と映像を融合したマルチメディア作品、インスタレーション作品等を制作。DIPS(Digital Image Processing with Sound)開発メンバー。独立行政法人 科学技術振興機構ERATO岡ノ谷情動情報プロジェクト情動統合グループ音楽情動研究チーム研究員。現在、国立音楽大学、東京藝術大学非常勤講師。cotonのメンバー。